# Ugly (Life of Agony)
Ugly è il secondo album della band alternative metal di New York Life of Agony, pubblicato nel 1995 dalla Roadrunner Records.

## Tracce
1. Seasons – 5:41
2. I Regret – 4:22
3. Lost at 22 – 4:00
4. Other Side of the River – 4:06
5. Let's Pretend – 4:02
6. Ugly – 5:53
7. Drained – 4:11
8. How It Would Be – 4:36
9. Unstable – 4:32
10. Damned If I Do – 3:44
11. Fears – 2:41
12. Don't You (Forget About Me) – 6:11

### Bonus track
Una edizione limitata di Ugly contiene due tracce aggiuntive:
1. Coffee Break - 5:09
2. Redemption Song .- 4:02